# SILAM
SILAM (Sistema Lanzador de Alta Movilidad) es un proyecto español de lanzacohetes múltiple móvil que actualmente está siendo desarrollado por las empresas españolas Expal y Escribano en colaboración con la israelí Elbit Systems para el Ejército de Tierra.
En mayo de 2023 se informó que el SILAM posiblemente se base en el PULS israelí. En diciembre de 2023 se adjudicó el contrato al conglomerado de Rheinmetall Expal Munitions, Escribano y Elbit Systems.

## Descripción

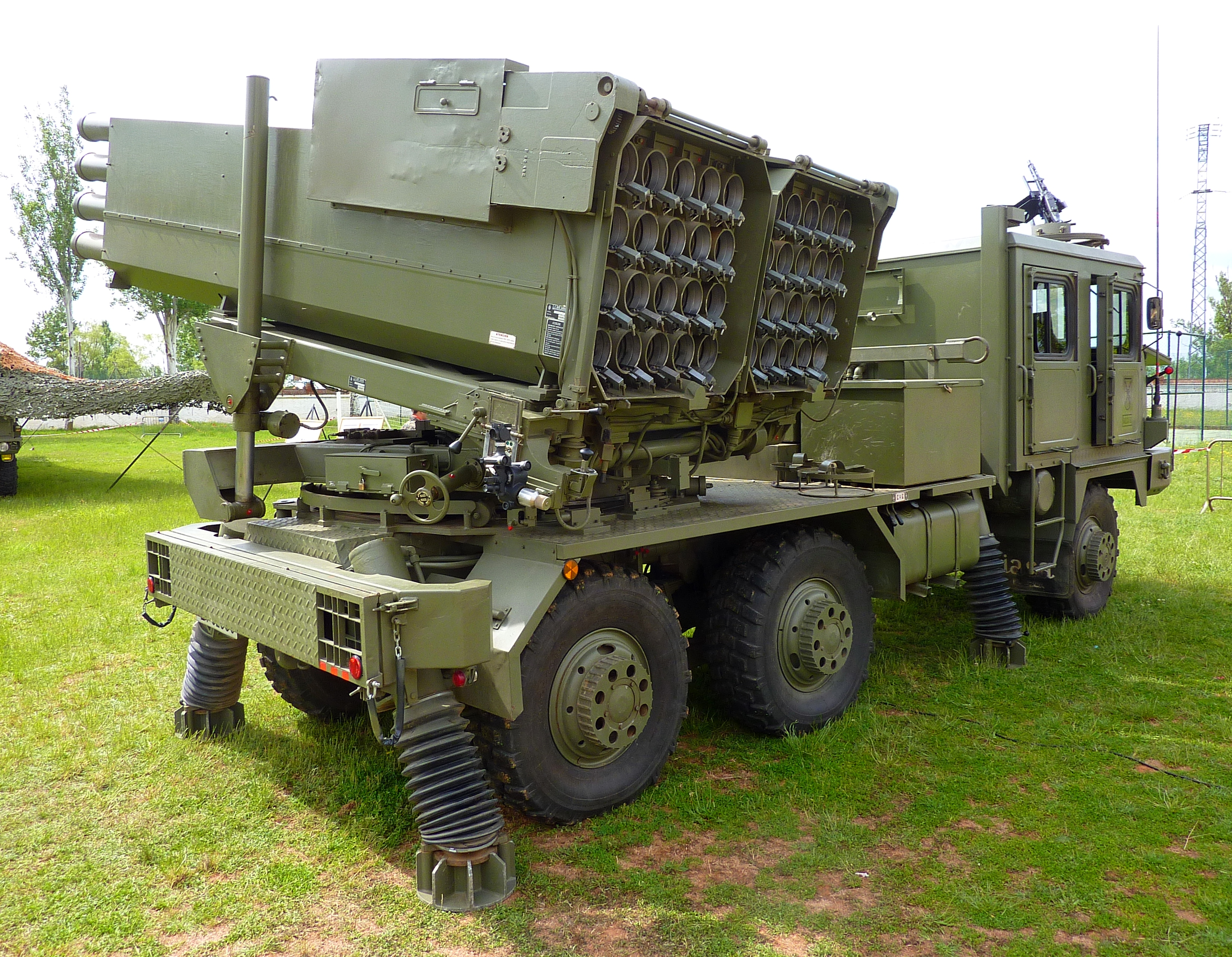
El antiguo lanzacohetes Teruel, que fue dado de baja en 2011 sin tener sustituto.

Desde la retirada del servicio del Teruel en 2011, el Ejército español no dispone de lanzacohetes múltiples, aunque la unidad de artillería que los implementó aún existe.
La primera intención de España fue adquirir el sistema HIMARS, pero ese plan no se materializó, por lo que se ha optado por un proyecto nacional completo con colaboraciones extranjeras.
A este fin, la israelí Elbit Systems se ha asociado con Expal y Escribano para desarrollar un sistema basado en el sistema PULS (Multi-Purpose Universal Launching System) de la empresa Israelí, una plataforma que ya había sido escogida por el Ejército alemán y asesores militares de la Unión Europea. El programa proporcionará una capacidad de apoyo de fuego inicialmente superando los 30−40 km, con un refuerzo adicional de hasta 150 km. En modo misil balístico táctico tendrá un alcance de hasta 300 km con guía adicional. Probablemente se colocará en un vehículo de transporte Iveco Astra SpA 6x6 u 8x8. Las prestaciones descritas son para cohetes tipo Accular (40 km) y EXTRA (150 km) y para el misil balístico tipo Predator Hawk (300 km).
En 2023 el Gobierno aprobó el techo de gasto del programa SILAM por un importe de 714,5 millones de euros. En octubre de ese año se autorizó la celebración del contrato para la adquisición del SILAM por unos 576 millones de euros. Está previsto adquirir 12 vehículos lanzadores, otros vehículos, drones y munición de hasta 300 km de alcance. En diciembre de 2023 se adjudicó el contrato al conglomerado de Expal, Escribano y Elbit Systems y el SILAM se fabricará como una versión del PULS israelí.
El proyecto está programado para completarse en 2024-2025.

## Munición
Otra empresa española, Escribano, está desarrollando actualmente el Fuze Guidance Kit para los cohetes del SILAM.

### Listas relacionadas
- Anexo:Materiales del Ejército de Tierra de España
- Anexo:Vehículos blindados de combate por país